# Dziwny jest ten świat
Dziwny jest ten świat ist das Debütalbum des polnischen Musikers Czesław Niemen. Es erschien 1967 bei Muza. Das Album wurde am 20. Dezember 1968 mit Gold ausgezeichnet. Für die junge Plattenfirma war das Album die erste Veröffentlichung mit Goldstatus. Czesław Niemen brachte es den Durchbruch im internationalen Rockgeschäft. 1968 unterzeichnete er einen Plattenvertrag mit CBS und ging für zwei Jahre nach Mailand.
Das Album enthält den bis heute bedeutendsten polnischen Protestsong Dziwny jest ten świat (englische Version: Strange is This World). Der Titelsong soll musikalisch durch das ein Jahr vorher erschienene It’s a Man’s Man’s Man’s World von James Brown inspiriert sein.

## Titelliste
1. Gdzie to jest (Musik: Czesław Niemen, Text: Marta Bellan) 2:55
2. Nigdy się nie dowiesz (Musik & Text: Czesław Niemen) 3:30
3. Ten los, zły los (Musik: Czesław Niemen, Text: Krzysztof Dzikowski) 2:40
4. Coś, co kocham najwięcej (Musik: Czesław Niemen, Text: Jacek Grań) 3:05
5. Wspomnienie (Musik: Marek Sart, Text: Julian Tuwim) 3:48
6. Nie wstawaj lewą nogą (Musik & Text: Czesław Niemen) 2:12
7. Dziwny jest ten świat (Musik & Text: Czesław Niemen) 3:34
8. Jeszcze swój egzamin zdasz (Musik: Marian Zimiński, Text: Marek Gaszyński) 1:54
9. Chciałbym cofnąć czas (Musik & Text: Czesław Niemen) 3:51
10. Pamiętam ten dzień (Musik & Text: Czesław Niemen) 3:12
11. Nie dla mnie taka dziewczyna (Musik: Czesław Niemen, Text: Jacek Grań) 2:27
12. Chyba, że mnie pocałujesz (Musik: Czesław Niemen, Text: Jacek Grań) 2:57
13. Jaki kolor wybrać chcesz (Musik: Marian Zimiński, Text: Marek Gaszyński) 2:22
14. Proszę, przebacz (Musik: Czesław Niemen, Text: Marek Gaszyński) 3:09
15. Domek bez adresu (Musik: Andrzej Korzyński, Text: Andrzej Tylczyński) 2:22

## Künstler
- Czesław Niemen – Gesang, Klavier, Hammond-Orgel
- Akwarele, polnische vokal-instrumentale Musikgruppe
- Paweł Brodowski – Bassgitarre
- Tomasz Butowtt – Perkussion
- Tomasz Jaśkiewicz – Gitarre
- Marian Zimiński – Klavier, Hammond-Orgel

außerdem:
- Alibabki, polnischer Frauenchor (Titel 3, 7, 9)